# Gare de la Balagne-Orizontenovu (Calvi)
Gare de la Balagne-Orizontenovu vasútállomás Franciaországban, Calvi településen.

## Vasútvonalak
Az állomást az alábbi vasútvonalak érintik:
- Ponte-Leccia-Calvi-vasútvonal

## Kapcsolódó állomások
A vasútállomáshoz az alábbi állomások vannak a legközelebb:
- Gare du Tennis-Club
- Gare du Lido